# Algebră universală
În matematică, o algebră universală este un ansamblu format dintr-o mulțime de bază și niște operații: {\displaystyle A=(\Omega ,\omega _{1},\omega _{2},\ldots ,\omega _{n})}. Fiecare operație {\displaystyle \omega _{j}} este o funcție {\displaystyle \omega _{k}:\Omega ^{k_{j}}\to \Omega }, unde {\displaystyle k_{j}} se numește aritatea (numărul de argumente) operației {\displaystyle \omega _{j}}, iar {\displaystyle \Omega ^{k_{j}}=\underbrace {\Omega \times \ldots \Omega } _{k_{j}}} este produsul cartezian al mulțimii domeniu de definiție cu ea însăși de {\displaystyle k_{j}} ori.
De notat că este permis ca {\displaystyle k_{j}} să fie 0. Astfel de „operații”, numite operații nulare sunt de fapt elemente speciale ale mulțimii de bază.

## Exemple
- Un grup este o algebră universală cu 3 operații de arități respectiv 2, 0, 1. 
  1. Prima operație (binară) este operația specificată ca lege de compoziție a grupului. Notația obișnuită este {\displaystyle a+b} sau {\displaystyle a\cdot b} în loc de {\displaystyle \omega _{1}(a,b)}. Trebuie să fie asociativă: {\displaystyle \forall a,b,c\in \Omega \,,\ \omega _{1}(\omega _{1}(a,b),c)=\omega _{1}(a,\omega _{1}(b,c))}
  2. A doua operație (nulară) marchează elementul neutru. Trebuie să satisfacă proprietatea de element neutru: {\displaystyle \forall a\in \Omega \,,\ \omega _{1}(\omega _{2},a)=\omega _{1}(a,\omega _{2})=a}
  3. A treia operație (unară) produce elementul simetric sau simetrizabil. Trebuie să satisfacă proprietatea de element simetrizabil:{\displaystyle \forall a\in \Omega \,,\ \omega _{1}(\omega _{3}(a),a)=\omega _{1}(a,\omega _{3}(a))=\omega _{2}}

- Un spațiu vectorial peste un corp K poate fi reprezentat printr-o algebră universală având cele trei operații de la grup plus câte o operație unară pentru fiecare element (scalar) al corpului K. Unui scalar {\displaystyle \alpha \in K} îi va corespunde deci o operație unară {\displaystyle \omega _{\alpha }:\Omega \to \Omega }, notată de obicei {\displaystyle \alpha \cdot x} în loc de {\displaystyle \omega _{\alpha }(x)}

## Subalgebre ale unei algebre universale
O submulțime {\displaystyle \Omega ^{\prime }\subseteq \Omega } a mulțimii de bază se numește stabilă în raport cu operațiile algebrei universale A dacă pentru fiecare operație {\displaystyle \omega _{j}}, adică pentru fiecare j, are loc {\displaystyle \forall x_{1},\ldots ,x_{k_{j}}\in \Omega ^{\prime }\,,\ \omega _{j}(x_{1},\ldots ,x_{k_{j}})\in \Omega ^{\prime }}.
Orice sumbulțime {\displaystyle \Omega ^{\prime }} a mulțimii de bază, stabilă în raport cu operațiile algebrei, determină o algebră universală ce are ca mulțime de bază acea mulțime și ca operații restricțiile la {\displaystyle \Omega ^{\prime }} ale operațiilor algebrei:
{\displaystyle A^{\prime }=(\Omega ^{\prime },\omega _{1}^{\prime },\omega _{2}^{\prime },\ldots ,\omega _{n}^{\prime })}, unde
{\displaystyle \omega _{j}^{\prime }:(\Omega ^{\prime })^{k_{j}}\to \Omega ^{\prime }\,,\ \omega _{j}^{\prime }(x_{1},\ldots ,x_{k_{j}})=\omega _{j}(x_{1},\ldots ,x_{k_{j}})}.
O astfel de algebră {\displaystyle A^{\prime }} se numește subalgebră a algebrei A.
Se poate demonstra că o intersecție arbitrară de subalgebre ale unei algebre universale este o subalgebră. (De fapt, orice intersecție de submulțimi ale mulțimii de bază ale algebrei, stabile în raport cu operațiile algebrei, este o submulțime stabilă în raport cu operațiile algebrei.) Altfel spus, subalgebrele unei algebre universale alcătuiesc un sistem de închidere.

### Subalgebra generată de o mulțime
O submulțime {\displaystyle M\subseteq \Omega } a mulțimii de bază a unei algebre A nu este, în general, o subalgebră. Se poate pune problema care este „cea mai mică” subalgebră a lui A în care mulțimea de bază să includă mulțimea M. Există două construcții posibile, despre care se poate demonstra că duc la același rezultat:
1. Se iau toate mulțimile de bază ale subalgebrelor lui A ce conțin mulțimea M și se construiește intersecția lor.
2. Se notează {\displaystyle M_{0}=M}, se definește {\displaystyle M_{1}} ca fiind {\displaystyle M_{0}} la care se adaugă toate valorile ce se pot obține prin aplicarea operațiilor algebrei asupra elementelor lui {\displaystyle M_{0}}, se construiește asemănător {\displaystyle M_{2}} pornind de la {\displaystyle M_{1}} ș.a.m.d. În final, mulțimea de bază a subalgebrei va fi {\displaystyle \bigcup \limits _{i=0}^{\infty }M_{i}}.

Rezultatul oricăreia dintre construcțiile de mai sus se numește subalgebra generată de mulțimea M.

## Relații de congruență
O relație binară {\displaystyle \equiv } definită peste mulțimea {\displaystyle \Omega } se numește congruență dacă este o relație de echivalență și în plus satisface proprietatea că, pentru fiecare operație {\displaystyle \omega _{j}} a algebrei, din compunerea de elemente congruente rezultă elemente congruente:
{\displaystyle \forall x_{1},\ldots ,x_{k_{j}},y_{1},\ldots ,y_{k_{j}}\in \Omega }, dacă {\displaystyle x_{1}\equiv y_{1}\,,\,\ldots \,,\,x_{k_{j}}\equiv y_{k_{j}}} atunci {\displaystyle \omega _{j}(x_{1},\ldots ,x_{k_{j}})\equiv \omega _{j}(y_{1},\ldots ,y_{k_{j}})}
Ca orice relație de echivalență, o relație de congruență partiționează mulțimea {\displaystyle \Omega } în clase de echivalență. Pe mulțimea claselor de echivalență ale unei relații de congruență, se poate defini o structură de algebră universală numită algebră cât (de la cât=rezultatul împărțirii):
{\displaystyle A^{\prime }=(\Omega ^{\prime }=\Omega |_{\equiv },\omega _{1}^{\prime },\ldots ,\omega _{n}^{\prime })} definind fiecare operație {\displaystyle \omega _{j}^{\prime }} prin:
{\displaystyle \omega _{j}({\hat {x_{1}}},\ldots ,{\hat {x_{k_{j}}}})={\hat {\omega _{j}}}(x_{1},\ldots ,x_{k_{j}})}
unde prin {\displaystyle {\hat {x}}} se notează clasa de echivalență din care face parte x. De notat că corectitudinea definiției de mai sus a operațiilor se bazează pe faptul că din condiția de congruență rezultă că clasa lui {\displaystyle \omega _{j}(x_{1},\ldots ,x_{k_{j}})} nu depinde de alegerea lui {\displaystyle x_{1},\ldots ,x_{k_{j}}} în interiorul claselor lor.

## Morfisme și izomorfisme
Două algebre universale A și {\displaystyle A^{\prime }} sunt similare dacă au același număr de operații și operațiile de pe aceeași poziție au aceeași aritate. O funcție {\displaystyle f:\Omega \to \Omega ^{\prime }} definită între mulțimile de bază a două algebre universale similare este numită morfism dacă pentru fiecare operație 
funcția comută cu operația respectivă:
{\displaystyle \forall x_{1},\ldots ,x_{k_{j}}\in \Omega \,,\ f(\omega _{j}(x_{1},\ldots ,x_{k_{j}})=\omega ^{\prime }(f(x_{1}),\ldots ,f(x_{k_{j}}))}
Compunerea a două morfisme este întotdeauna un morfism.
Un morfism care este funcție bijectivă se numește izomorfism. Dacă între două algebre universale se poate stabili un izomorfism, ele se numesc izomorfe. Două algebre universale izomorfe sunt de fapt aceeași structură algebrică: orice proprietate este valabilă între elementele primei structuri este valabilă și în cea de-a doua structură.
Morfismele, respectiv izomorfismele, între o algebră universală și ea însăși se numesc endomorfisme, respectiv automorfisme.

## Morfisme, subalgebre și congruențe
Fiind dată o congruență într-o algebră universală, funcția ce asociază fiecărui element al mulțimii de bază a algebrei clasa de echivalență a acelui element este un morfism de la algebra inițială la algebra cât.
Imaginea unui morfism ({\displaystyle f(\Omega )=\{f(x):x\in \Omega \}}) este o subalgebră a algebrei destinație a morfismului.
Pentru orice morfism f, dacă punem {\displaystyle x\equiv y} dacă {\displaystyle f(x)=f(y)}, obținem o relație de congruență. Funcția care asociază fiecărui {\displaystyle {\hat {x}}\in \Omega |_{\equiv }} pe {\displaystyle f(x)} este un izomorfism între algebra cât și subalgebra imagine a morfismului.